# Martyrs de Lübeck

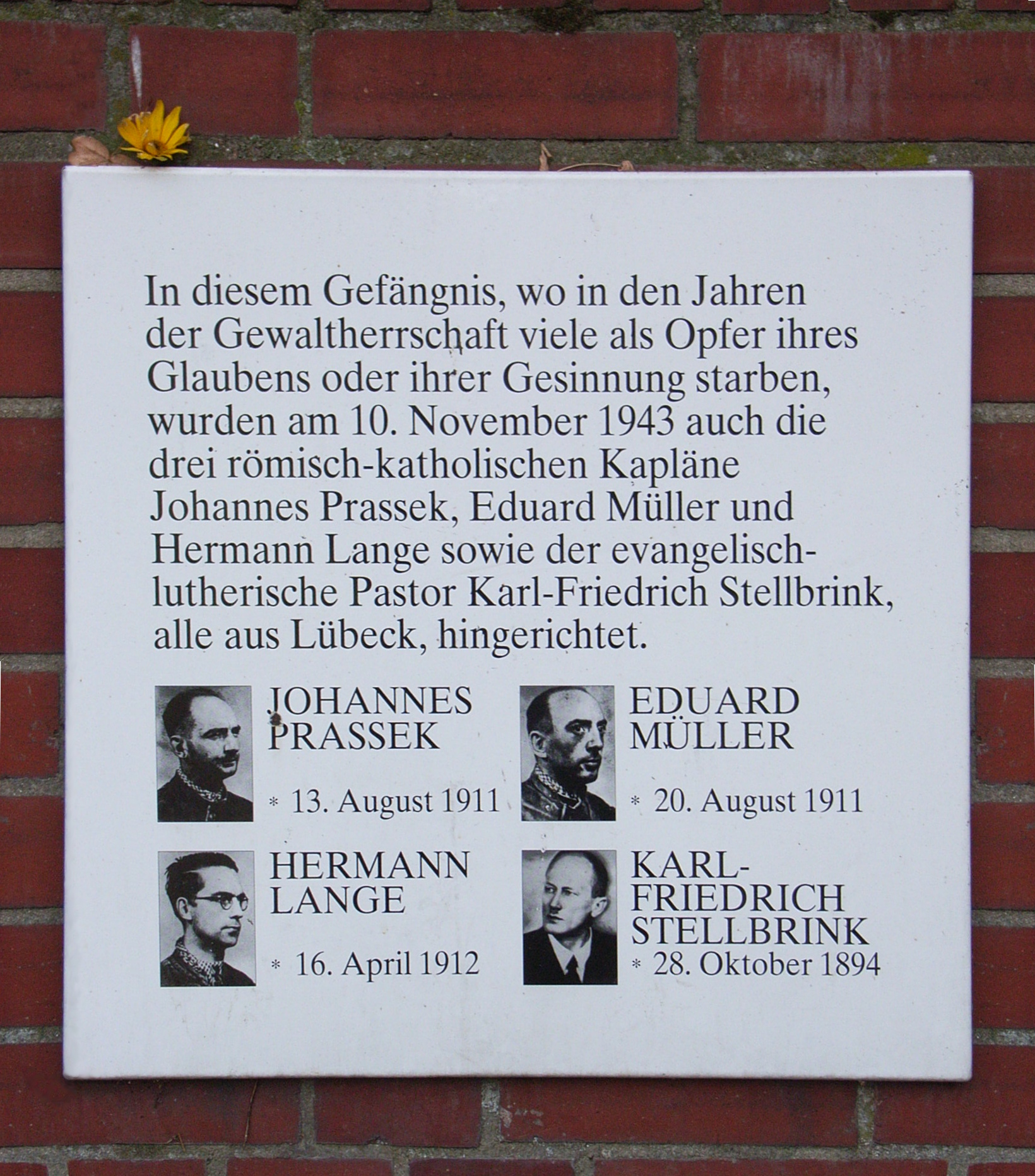
Plaque commémorative à Hambourg.

Les martyrs de Lübeck sont quatre ecclésiastiques chrétiens, trois prêtres catholiques et un pasteur luthérien, opposants religieux au nazisme. Ils sont amis, s'échangent des sermons et des écrits spirituels, et s'opposent au nazisme et à l'antisémitisme. Ils sont successivement arrêtés en avril, mai et juin 1942 par la Gestapo. Condamnés à mort par les nazis, ils sont exécutés le 10 novembre 1943.

## Liste des martyrs
- Karl Friedrich Stellbrink (de) (1894-1943), ministre luthérien ordonné en 1921 ;
- Johannes Prassek (1911-1943), prêtre catholique, chapelain à Lübeck ;
- Eduard Müller (en) (1911-1943), prêtre catholique ;
- Hermann Lange (de) (1912-1943), prêtre catholique.

## Béatification et fête
Les trois prêtres catholiques sont béatifiés à Lübeck le 25 juin 2011 ; juste après la célébration, l'évêque luthérien, invité, lit l'éloge du pasteur Stellbrink. Pour Zenit, « on peut dire que cela a été une béatification œcuménique ». Les trois martyrs catholiques sont fêtés le 10 novembre.